# MBC 뉴스데스크 강원
《MBC 뉴스데스크 강원》은 춘천MBC TV에서 매주 월요일부터 목요일 오후 8시 30분, 금요일, 일요일 오후 8시 10분에 방송 중인 강원 지역 메인 뉴스 프로그램이다.

## 개요
춘천MBC 뉴스데스크로 읽는다.

## 앵커
| 대수 | 진행자 | 진행자 | 진행 기간                                   | 비고        |
| 대수 | 남성   | 여성   | 진행 기간                                   | 비고        |
| ---- | ------ | ------ | ------------------------------------------- | ----------- |
| 1대  | 최연호 | 빈칸   | 일자 미상 ~ 일자 미상                       |             |
| 2대  | 최연호 | 안진희 | 일자 미상 ~ 일자 미상                       |             |
| 3대  | 이석용 | 조주연 | 일자 미상 ~ 일자 미상                       |             |
| 4대  | 정우성 | 신동윤 | 일자 미상 ~ 일자 미상                       |             |
| 5대  | 정우성 | 김수경 | 일자 미상 ~ 일자 미상                       |             |
| 6대  | 최연호 | 김수경 | 일자 미상 ~ 일자 미상                       |             |
| 7대  | 이석용 | 김수경 | 일자 미상 ~ 일자 미상                       |             |
| 8대  | 최연호 | 김수경 | 일자 미상 ~ 일자 미상                       |             |
| 9대  | 최연호 | 이윤진 | 일자 미상 ~ 일자 미상                       |             |
| 10대 | 최연호 | 김정윤 | 일자 미상 ~ 일자 미상                       |             |
| 11대 | 최연호 | 손지연 | 일자 미상 ~ 일자 미상                       |             |
| 12대 | 강화길 | 손지연 | 일자 미상 ~ 일자 미상                       |             |
| 13대 | 강화길 | 성주희 | 일자 미상 ~ 일자 미상                       |             |
| 14대 | 강화길 | 빈칸   | 일자 미상 ~ 일자 미상                       |             |
| 15대 | 강화길 | 박수현 | 2010년 12월 ~ 2011년 일자 미상              |             |
| 16대 | 김혁면 | 박수현 | 2011년 일자 미상 ~ 2013년 4월 일자 미상     |             |
| 17대 | 박유남 | 박수현 | 2013년 5월 일자 미상 ~ 2014년 6월 일자 미상 |             |
| 18대 | 이승현 | 박수현 | 2014년 7월 일자 미상 ~ 2017년 7월 일자 미상 |             |
| 19대 | 윤진열 | 박수현 | 2017년 7월 일자 미상 ~ 2018년 3월 일자 미상 |             |
| 20대 | 이승현 | 박수현 | 2018년 3월 일자 미상 ~ 2019년 1월 18일      |             |
| 21대 | 이승현 | 박윤미 | 2019년 1월 21일 ~ 2019년 5월 31일           | [ 1 ] [ 2 ] |
| 22대 | 이승현 | 빈칸   | 2019년 6월 3일 ~ 2019년 6월 28일            | [ 3 ]       |
| 23대 | 이승현 | 노지현 | 2019년 7월 1일 ~ 2020년 7월 31일            |             |
| 24대 | 이승현 | 빈칸   | 2020년 8월 3일 ~ 2021년 1월 1일             | [ 4 ]       |
| 25대 | 빈칸   | 노지현 | 2021년 1월 4일 ~ 2024년 7월 12일            | [ 5 ] [ 6 ] |
| 26대 | 김지후 | 빈칸   | 2024년 7월 15일 ~ 2024년 9월 27일           | [ 7 ] [ 8 ] |
| 27대 | 빈칸   | 황지윤 | 2024년 9월 30일 ~ 2025년 1월 3일            | [ 9 ]       |
| 28대 | 정우성 | 빈칸   | 2025년 1월 6일 ~ 2025년 1월 17일            |             |
| 임시 | 김지후 | 빈칸   | 2025년 1월 20일 ~ 2025년 1월 24일           | [ 10 ]      |
| 29대 | 빈칸   | 박지은 | 2025년 2월 3일 ~ 현재                       | [ 11 ]      |

## 경쟁 프로그램
- KBS 뉴스 9 강원 (KBS 춘천 1TV)
- G1 8 뉴스 (G1방송 TV)